# Barberaz
Barberaz ist eine französische Gemeinde mit 5246 Einwohnern (Stand: 1. Januar 2022) im Département Savoie in der Region Auvergne-Rhône-Alpes. Sie gehört zum Arrondissement Chambéry sowie zum Kanton La Ravoire. Die Einwohner werden Barberazien(ne)s genannt.

## Geographie
Barberaz liegt auf 285 m, etwa drei Kilometer östlich des Stadtzentrums von Chambéry. Die Gemeinde erstreckt sich am Nordrand der Chartreuse, einem Kalksteinmassiv in den nördlichen französischen Voralpen. Die Fläche des 3,79 km² großen Gemeindegebiets umfasst einen Abschnitt einer flachen Schwemmebene, die von der Leysse und ihrem linken Nebenfluss Albanne gebildet wird. Hierbei bildet die Leysse die nördliche Gemeindegrenze. Dieser Teil ist dicht besiedelt und bildet zusammen mit den Nachbargemeinden einen durchgehenden Vorortbereich von Chambéry. Der Südteil reicht bis auf die sanft ansteigenden Ausläufer der Chartreuse, wo das Gemeindegebiet bis auf 720 m reicht.
Zu Barberaz gehören die beiden Weiler Chanaz (450 m) und La Lésine (450 m) auf den Höhen oberhalb der Ebene der Albanne. Der Ortsteil in der Ebene zwischen den beiden Flüssen heißt la Madeleine. Umgeben wird Barberaz von den Nachbargemeinden Bassens im Norden, Saint-Alban-Leysse im Nordosten, La Ravoire im Osten und Nordosten, Saint-Baldoph im Süden und Südosten, Montagnole im Südwesten, Jacob-Bellecombette im Westen sowie Chambéry im Westen und Nordwesten.

## Geschichte
Der Ort wird erstmals um 1100 als Barbaraticum und Barbariacum in den Urkunden erwähnt, und geht auf die zur Römerzeit gebräuchliche Bezeichnung Barbarus für Menschen ohne griechisch-römische Bildung zurück. Der Ort entwickelte sich zuerst am Hang oberhalb der unwegsamen sumpfigen Ebene bei la Madeleine. In den Jahren 1855–1860 entstand die heutige Pfarrkirche als Ersatz für einen zu klein gewordenen, baufälligen Vorgängerbau. Die Schwemmebene wurde im 20. Jahrhundert mit Einfamilienhäusern bebaut.

## Bevölkerungsentwicklung
| Jahr                       | 1962 | 1968 | 1975 | 1982 | 1990 | 1999 | 2006 | 2011 | 2020 |
| -------------------------- | ---- | ---- | ---- | ---- | ---- | ---- | ---- | ---- | ---- |
| Einwohner                  | 2495 | 3235 | 3329 | 3793 | 4195 | 4663 | 4708 | 4585 | 5167 |
| Quellen: Cassini und INSEE |      |      |      |      |      |      |      |      |      |

Mit 5246 Einwohnern (Stand 1. Januar 2022) gehört Barberaz zu den mittelgroßen Gemeinden des Département Savoie. Nachdem die Einwohnerzahl in der ersten Hälfte des 20. Jahrhunderts stark rückläufig war, wurde seit Beginn der 1980er Jahre dank der schönen Wohnlage wieder eine deutliche Bevölkerungszunahme verzeichnet.

## Sehenswürdigkeiten
Das Schloss Longeray gehörte zu Beginn des 18. Jahrhunderts einer wohlhabenden Kaufmannsfamilie aus Chambéry, den Laracines, Eisenwarenhändler. Das heutige Gebäude aus dem 19. Jahrhundert mit seinem quadratischen Türmchen an der Vorderfassade befindet sich inmitten eines schönen Parks.

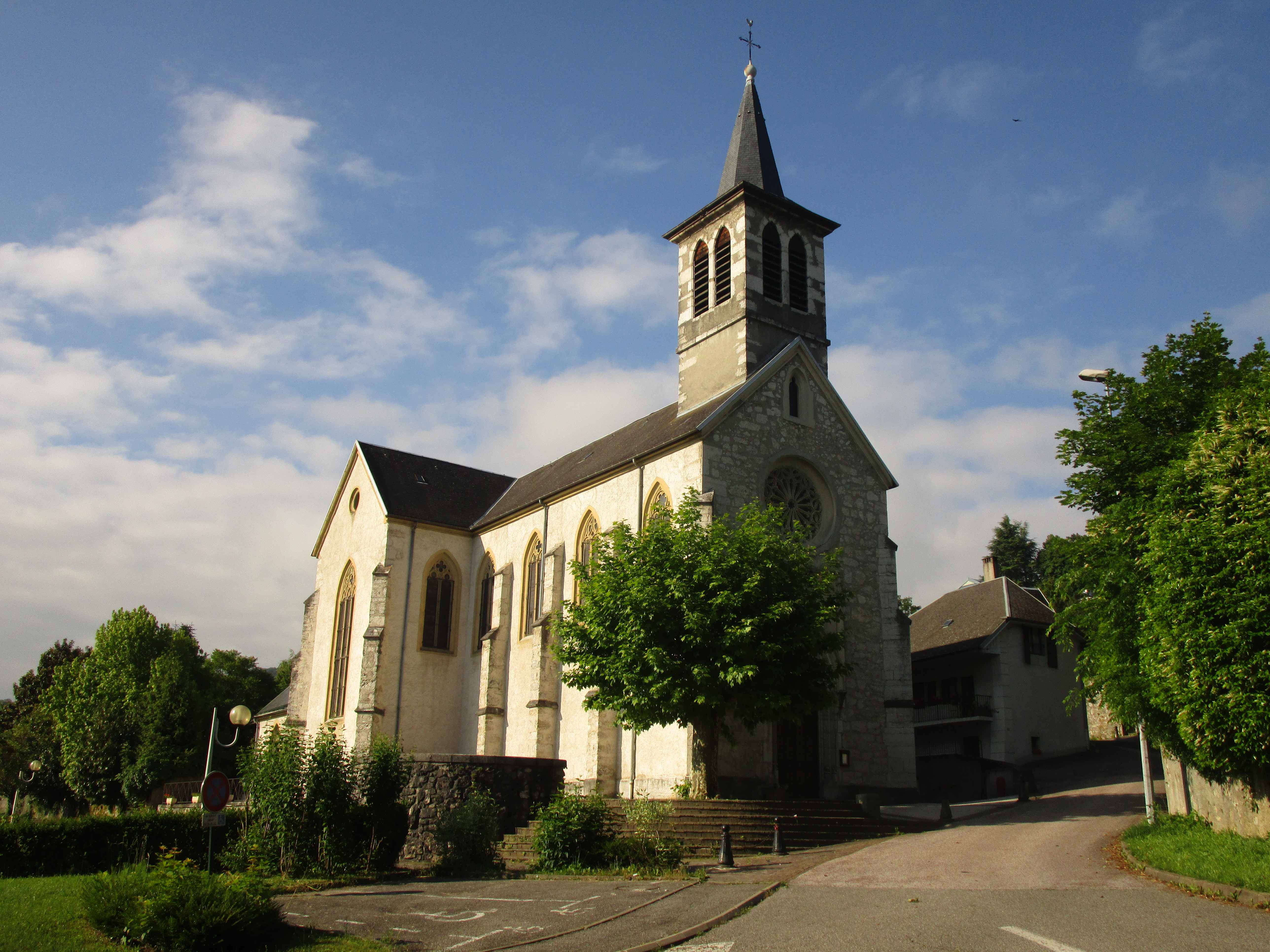
Kirche Notre-Dame de la Nativité
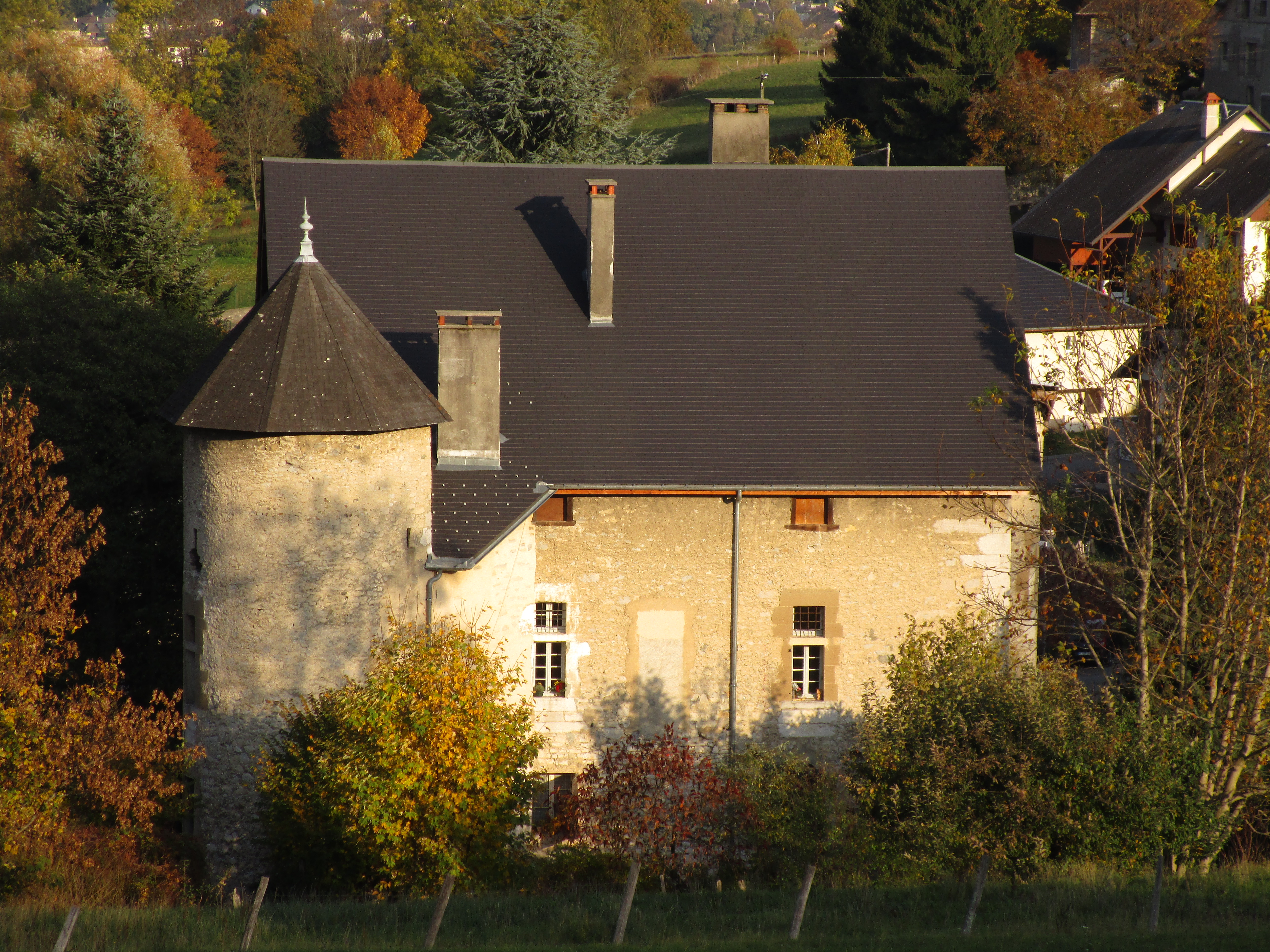
Schloss Longeray
Bürgermeisteramt (Mairie)

## Wirtschaft und Infrastruktur
Barberaz ist heute vorwiegend eine Wohngemeinde, deren Erwerbstätige Wegpendler sind, die vor allem im Raum Chambéry ihrer Arbeit nachgehen. Daneben gibt es eine Reihe Klein- und Kleinstbetriebe aktiv, darunter noch etwa 10 Landwirte, die auf den Hängen oberhalb des Ortes Milch, Obst und Fleisch produzieren.
Durch die Ortschaft verläuft die zweispurige Stadtautobahn von Chambéry, die am Ostrand der Gemeinde von der N201 in die Autobahn A43 übergeht. Auf dem nur knapp ein Kilometer langen Stück befinden sich zwei Anschlussstellen, bei der westlichen beginnt die Departementsstraße D1006, die Landstraßenverbindung mit Modane und ehemalige N6, während die östliche eine Zufahrt zum Nachbarort La Ravoire bietet. Die Bahnstrecke Culoz–Modane durchquert ebenfalls die Gemeinde parallel zur N201, so dass die verschiedenen Teile des Ortes nur durch Unterführungen miteinander verbunden sind.